# FAM220A
FAM220A (англ. Family with sequence similarity 220 member A) – білок, який кодується однойменним геном, розташованим у людей на 7-й хромосомі. Довжина поліпептидного ланцюга білка становить 259 амінокислот, а молекулярна маса — 28 021.
| 10         |  | 20         |  | 30         |  | 40         |  | 50         |
| ---------- |  | ---------- |  | ---------- |  | ---------- |  | ---------- |
| MRDRRGPLGT |  | CLAQVQQAGG |  | GDSDKLSCSL |  | KKRMPEGPWP |  | ADAPSWMNKP |
| VVDGNSQSEA |  | LSLEMRKDPS |  | GAGLWLHSGG |  | PVLPYVRESV |  | RRNPASAATP |
| STAVGLFPAP |  | TECFARVSCS |  | GVEALGRRDW |  | LGGGPRATDG |  | HRGQCPKGEP |
| RVSRLPRHQK |  | VPEMGSFQDD |  | PPSAFPKGLG |  | SELEPACLHS |  | ILSATLHVYP |
| EVLLSEETKR |  | IFLDRLKPMF |  | SKQTIEFKKM |  | LKSTSDGLQI |  | TLGLLALQPF |
| ELANTLCHS  |  |            |  |            |  |            |  |            |

A: Аланін

C: Цистеїн

D: Аспарагінова кислота

E: Глутамінова кислота

F: Фенілаланін

G: Гліцин

H: Гістидин

I: Ізолейцин

K: Лізин

L: Лейцин

M: Метіонін

N: Аспарагін

P: Пролін

Q: Глутамін

R: Аргінін

S: Серин

T: Треонін

V: Валін

W: Триптофан

Локалізований у ядрі.